# Brachionidium hirtzii
Brachionidium hirtzii är en orkidéart som beskrevs av Carlyle August Luer. Brachionidium hirtzii ingår i släktet Brachionidium och familjen orkidéer. Inga underarter finns listade i Catalogue of Life.